# Gare de Colmar-Sud
La gare de Colmar-Sud est une ancienne gare ferroviaire française, située sur le territoire de la commune de Colmar, préfecture du département du Haut-Rhin, en région Grand Est.
Elle est fermée à tout trafic.

## Situation ferroviaire
Gare de bifurcation, elle est située au point kilométrique (PK) 4,078 de la ligne de Colmar-Central à Neuf-Brisach et constitue l'origine de la ligne de Colmar-Sud à Bollwiller, actuellement inexploitée et en partie déclassée.

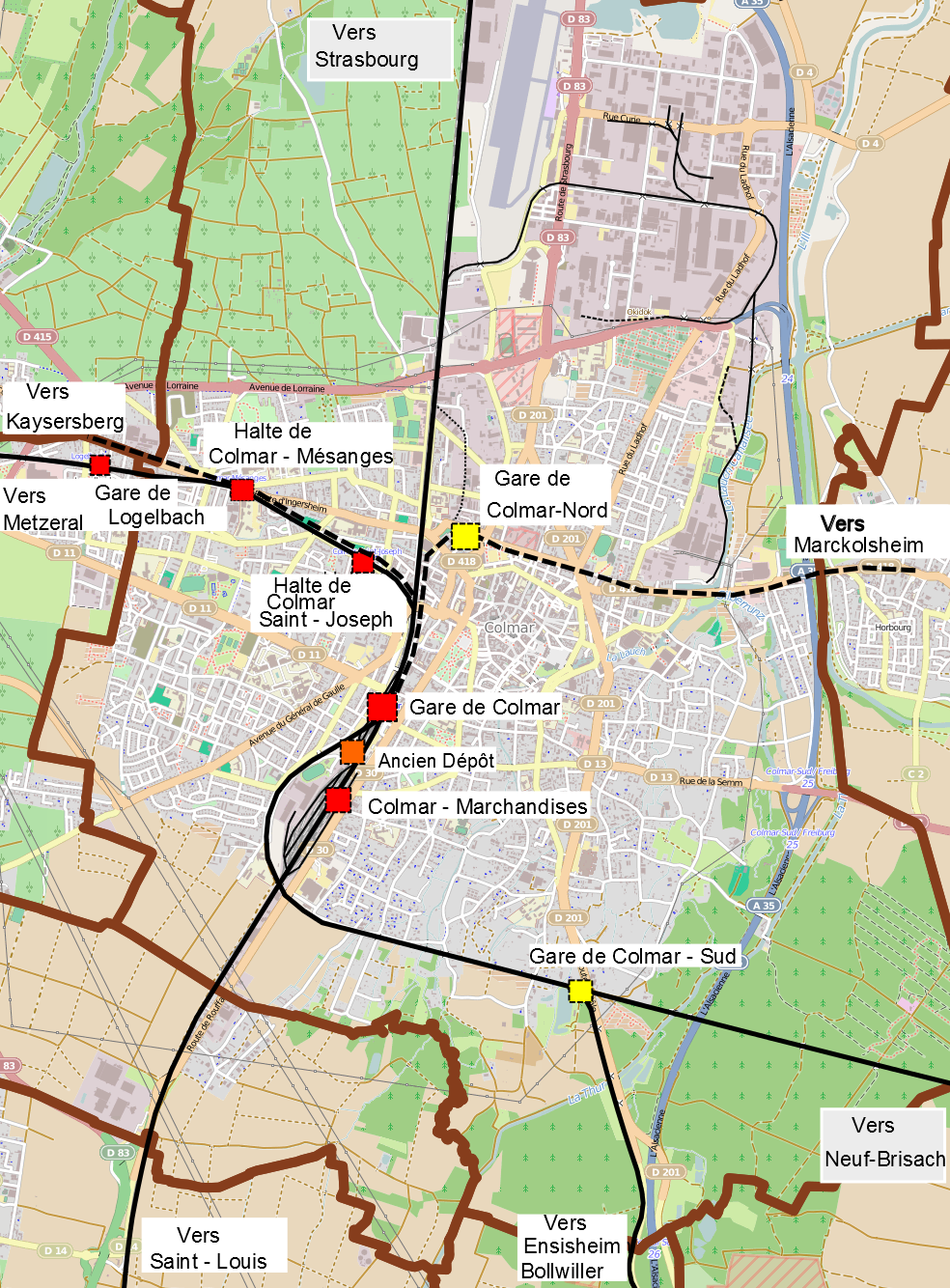
Plan du système ferroviaire de Colmar.

## Histoire
La ligne de Colmar-Sud à Bollwiller est fermée au service voyageurs le 31 décembre 1945. 
La ligne Colmar - Neuf-Brisach est fermée au service voyageurs le 17 mars 1969 mais est toujours ouverte au service marchandises.

## Patrimoine ferroviaire
Le bâtiment voyageurs ainsi que sa halle à marchandises en bois, désaffectés, ont été vendus à un particulier. Un passage à niveau se trouve juste à côté de celui-ci sur la ligne en direction de Neuf-Brisach. Subsiste également un petit bâtiment annexe.